# Filialkirche Oberbaumgarten

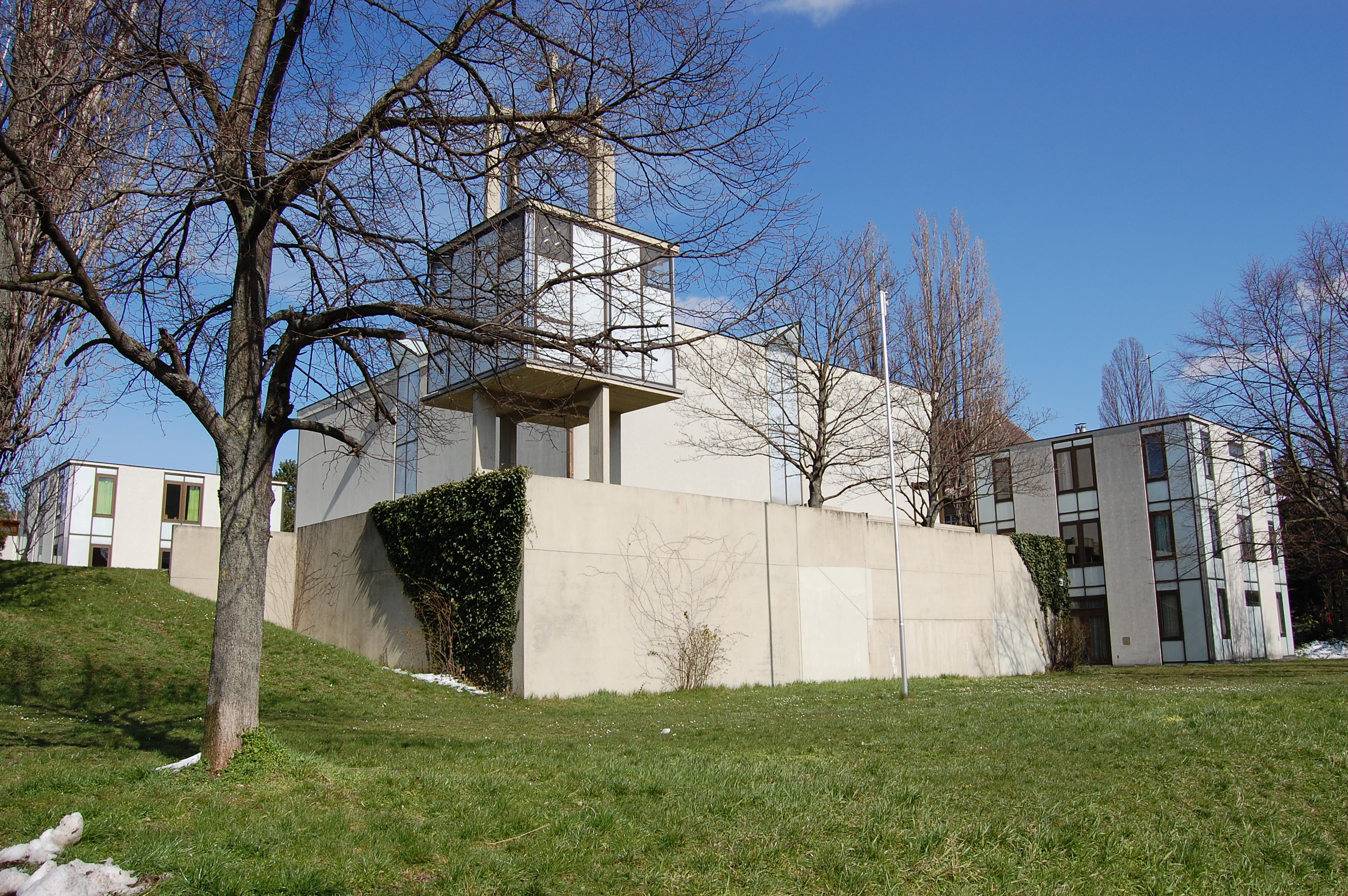
Südansicht der Kirche mit Glockenturm und Nebengebäuden

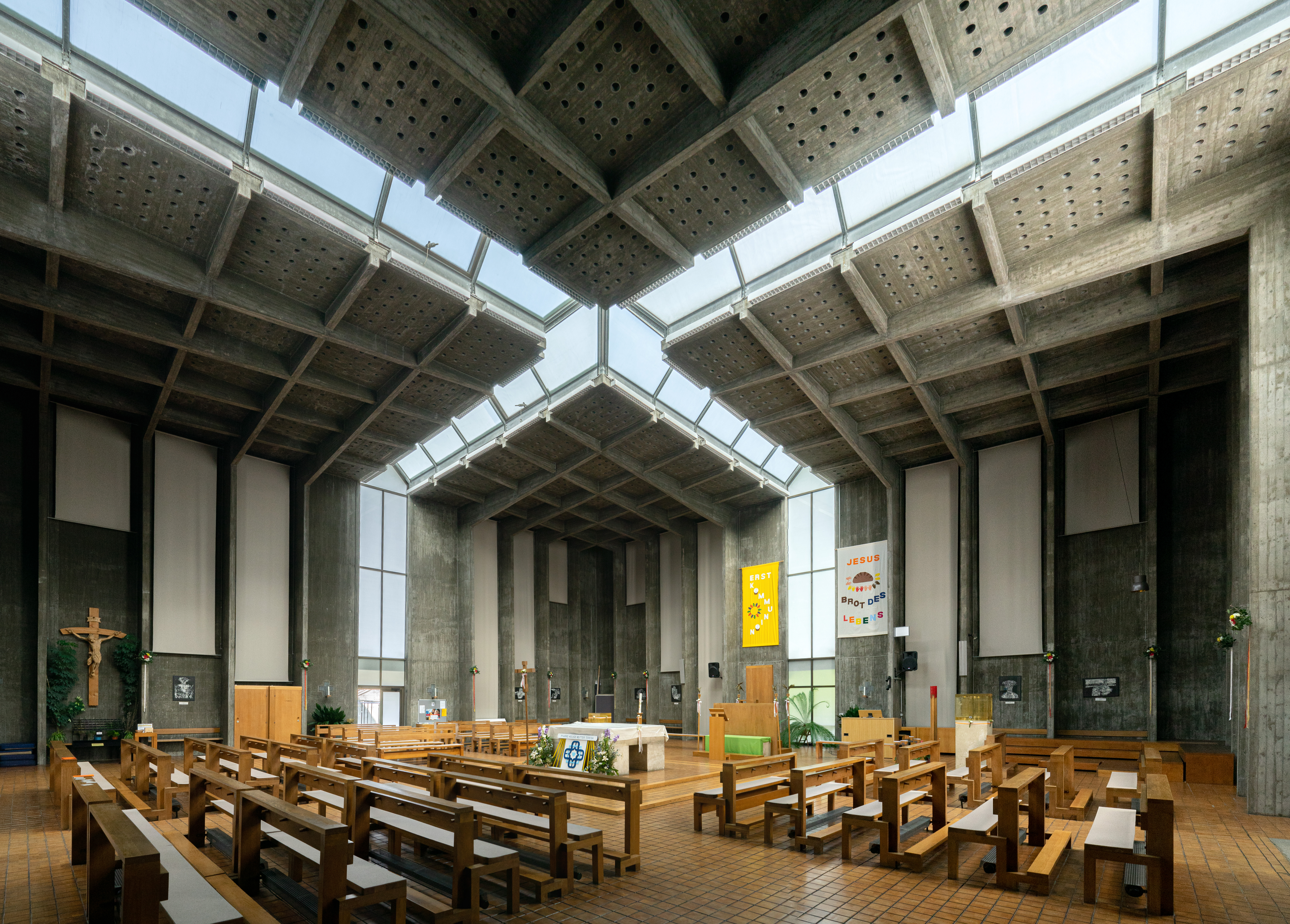
Innenraum der Kirche

Die römisch-katholische Kirche Oberbaumgarten, auch Seelsorgezentrum am Baumgartner Spitz, ist den vier heiligen Evangelisten geweiht. Die Pfarre gehört zum Stadtdekanat 14 der Erzdiözese Wien. Seit 1. Juli 2019 gehört Oberbaumgarten gemeinsam mit der Pfarre St. Anna Baumgarten zur Pfarre Heilige Mutter Teresa. Die Kirche „Zu den vier heiligen Evangelisten“ ist Filialkirche dieser Pfarre. Eine Kapelle im Steinhof (Pavillon Vindobona) gehört ebenfalls zum Sprengel.
Das Kirchengebäude wurde von 1963 bis 1965 nach den Plänen von Johann Georg Gsteu im Stil des Brutalismus errichtet. In dem von der Pfarre betreuten Gebiet, zu dem auch der Hugo Breitner Hof gehört, wohnen heute knapp 4.000 Katholiken. Der Komplex ist nach § 2a des österreichischen Denkmalschutzgesetzes als Denkmal geschützt.

## Geschichte
Gegen Ende des Ersten Weltkrieges entstand auf dem Gebiet der ehemaligen Siedlung Baumgarten ein von russischen Kriegsgefangenen errichtetes Barackenlager, das als Kriegsspital III fungierte. Dazu gehörte auch eine Kapelle, die dem heiligen Florian geweiht war. Nach dem Anschluss Österreichs an das Dritte Reich im Jahre 1938 sollte auf diesem Gebiet eine neue Wohnsiedlung errichtet und dazu die kleine Kapelle abgetragen werden. Zur Ausführung dieses Plans kam es aber erst 1950 mit der als Hugo-Breitner-Hof bezeichneten Wohnsiedlung. Die Gemeinde Wien kündigte dabei an, ein Grundstück für eine neue Gottesdienststätte im Areal der neuen Wohnsiedlung zur Verfügung zu stellen.
Im Jahr 1958 konnte gegenüber der Nordseite der Wohnhausanlage, auf der anderen Seite der Hütteldorfer Straße ein Grundstück an der Grenze zwischen den Pfarren Hütteldorf und Baumgarten für den Kirchenbau erworben werden. Den Wettbewerb um den Bau der neuen Kirche gewann der Architekt Johann Georg Gsteu. Die Grundsteinlegung erfolgte 1963.
Um bereits mit Gottesdiensten in der Zwischenzeit beginnen zu können, hatte Prälat Gorbach in zwei gemieteten Räumen eines Wohnhauses in der Hütteldorfer Straße 266 eine Kapelle eingerichtet. Diese wurde 1957 zu Ehren der Muttergottes von der wundertätigen Medaille geweiht. Ab April 1964 hielt der spätere Pfarrer Johann Eigenseder dort mit einer kleinen Gemeinde die Sonntagsmessen ab. Bis zum Bau der neuen Kirche sollte der Notgottesdienst gemeindebildend wirken.
Am 19. Dezember 1965 wurde die Kirche geweiht und die Pfarre Oberbaumgarten zum 1. Jänner 1966 gegründet. Dazu gaben die Pfarre St. Anna Baumgarten und die Pfarre Hütteldorf jeweils einen Teil ihres Sprengels ab. In den ersten 20 Jahren wirkte Johann Eigenseder als Pfarrer, nach dessen plötzlichem Tod 1986 übernahm Georg Flamm den Dienst. Von November 2002 bis November 2007 war dieser Dechant für den 14. Bezirk. Von September 2008 bis 2017 war Dr. Bogdan Pelc als Pfarrmoderator eingesetzt. Am 23. Juni 2019 wurden die Pfarren Baumgarten und Oberbaumgarten in einer Festmesse durch Kardinal Christoph Schönborn de facto vereinigt und beide Teilgemeinden in der neuen Pfarre Heilige Mutter Teresa mit Wirkung zum 1. Juli 2019 zusammengefasst. Pfarrer ist seitdem Mag. Pawel Marniak.

## Architektur

### Planung
Das Grundstück „am Baumgartner Spitz“ (neben der Einmündung der Hütteldorfer Straße in die Linzer Straße, Endstation der Straßenbahnlinie 52) ist an einem Hang gelegen und hat einen trapezförmigen Grundriss. Auf der zur Verfügung stehenden Grundfläche von 3583 m² sollte eine Kirche errichtet werden, die ein Fassungsvermögen von 600 Personen bei 300 Sitzplätzen aufweist. Im Jahr 1960 wurde ein auf zehn Teilnehmer beschränkter Architektenwettbewerb ausgeschrieben. Der Baurat zeichnete den Entwurf Johann Georg Gsteus dabei mit dem zweiten Preis aus, – der erste Preis wurde nicht vergeben.
Gsteu änderte das Wettbewerbsprojekt später ab. Nach dem ursprünglichen Entwurf sollte der Raum aus je zwei diagonal gegenüberliegenden hohen und niedrigen Raumteilen bestehen. Im Juli 1963 begannen die Bauarbeiten.
Die Idee zu dieser Konstruktion des Gebäudes kam Gsteu laut eigenen Angaben auf einer Romreise beim Anblick des Pantheons.

### Bau
Ein strenges modulares System bildet das Konzept der Kirche und der Nebengebäude. Die Grundform ist das Quadrat, beziehungsweise der Würfel. Die Maßeinheit ist die Breite eines Schalbrettes: 7,5 cm. Auf diesem quadratischen Raster basieren die Abmessungen aller Gebäude, Innenräume und Einrichtungsgegenstände bis hin zu den Details der Fußbodengestaltung.
Den Hauptraum der Kirche bildet ein in der Höhe halbierter Würfel. Die Stahlbetonkonstruktion besteht aus vier Teilen, die zur Mitte hin auskragen und durch Lichtbänder zum Raum verbunden werden. Die Nebengebäude sind in den Maßen so gestaltet, dass die Grundfläche jeweils einem Viertel der Grundfläche der Kirche entspricht.
Im Zentrum des quadratisch angelegten Baus befindet sich der Altar auf einem zweistufigen Podest. Das Taufbecken und der Tabernakel wurden schichtweise aus transparentem Polyester gegossen. Eine unkonventionelle Lösung, die der damalige Bischof sehr kritisch sah.
Dieser moderne Kirchenbau ist in den neuen theologischen und liturgischen Konzepten verwurzelt, wie sie im zweiten Vatikanischen Konzil beschlossen wurden. In der Zeit des Wiederaufbaus konnten junge Architekten viel ausprobieren und seitdem ist Stahlbeton ein wesentlicher Baustoff im Kirchenbau.

### Generalsanierung
Im Laufe der Zeit aufgetretene Probleme wie eine undichte Außenhaut und Verfärbung der Lichtbänder machten eine Sanierung von Kirche und Nebengebäuden notwendig. Diese wurde zwischen 1989 und 1992 unter der künstlerischen Leitung von Prof. Gsteu durchgeführt. Dabei wurden unter anderem die Lichtbänder, die ursprünglich aus Kunststoff bestanden, durch UV-beständige Glaselemente ersetzt. Durch die veränderten Materialien waren auch konstruktive Anpassungen nötig. So wurden die Lichtbänder längs geteilt, die Fenster der Nebengebäude wurden versetzt und das zuvor flache Fensterkreuz erhielt Giebelform. Die ursprüngliche Verkleidung der Außenwand wurde entfernt und durch einen Vollwärmeschutz ersetzt.

## Kritiken
Friedrich Achleitner schrieb über die Architektur der Kirche:

„Johann Georg Gsteu hatte bei dem zwischen 1960 und 1965 entstandenen Seelsorgezentrum Baumgarten in Wien die Auseinandersetzung mit dem Quadrat dem räumlichen Würfel- auf der Grundlage einer konstruktiven, modularen Ordnung zu einem in sich geschlossenen, sehr komplexen, aber auch alles aus- und abschließenden Raumthema gemacht. Gleichwohl ist mit diesem scheinbar rationalistischen Entwurf ein starker stimmungsvoller und stimmiger Raum gelungen, der kaum mehr überboten werden konnte.“

Im Katalog zur Ausstellung „Heilige Zeiten“ im Wiener Architekturzentrum schreibt Andreas Zeese:

„Die Pfarrkirche Oberbaumgarten ist einer der wegweisenden Sakralbauten der Nachkriegszeit in Wien. In den Jahren des Zweiten Vatikanums entstanden, stellt sie – als Musterbau der liturgischen Erneuerung – die strengste Raumkonstruktion der 1960er Jahre dar. Gsteus rationalistischer Ansatz schafft einerseits eine radikale Reduktion der Bauaufgabe ‚Kirche‘ auf eine Raumhülle, andererseits erreicht er mit dem ‚Lichtkreuz‘ eine kaum zu überbietende sakrale Symbolik.“

Bilder
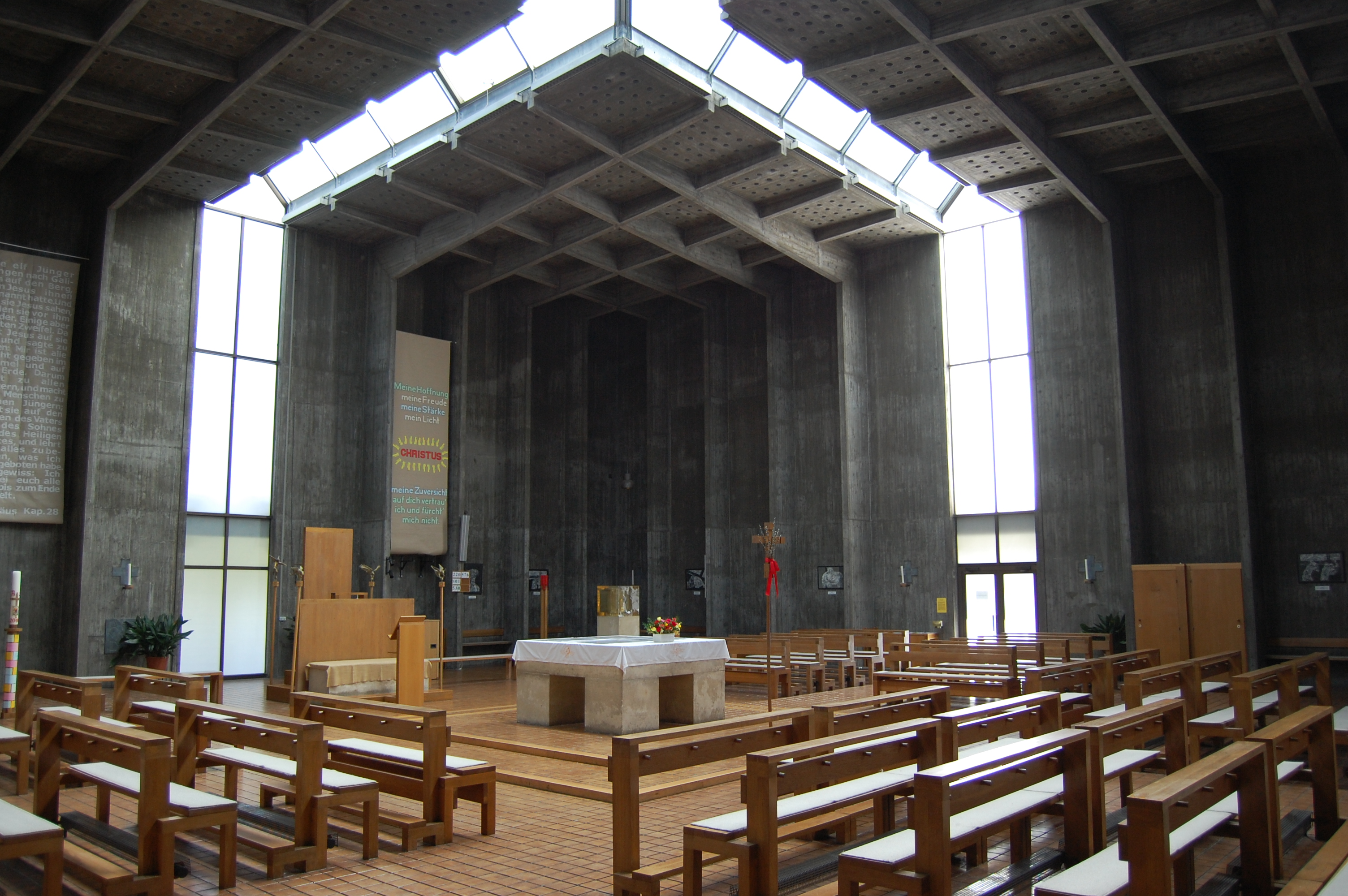
Innenraum der Kirche, die Löcher in der Decke sollen das Gewicht reduzieren
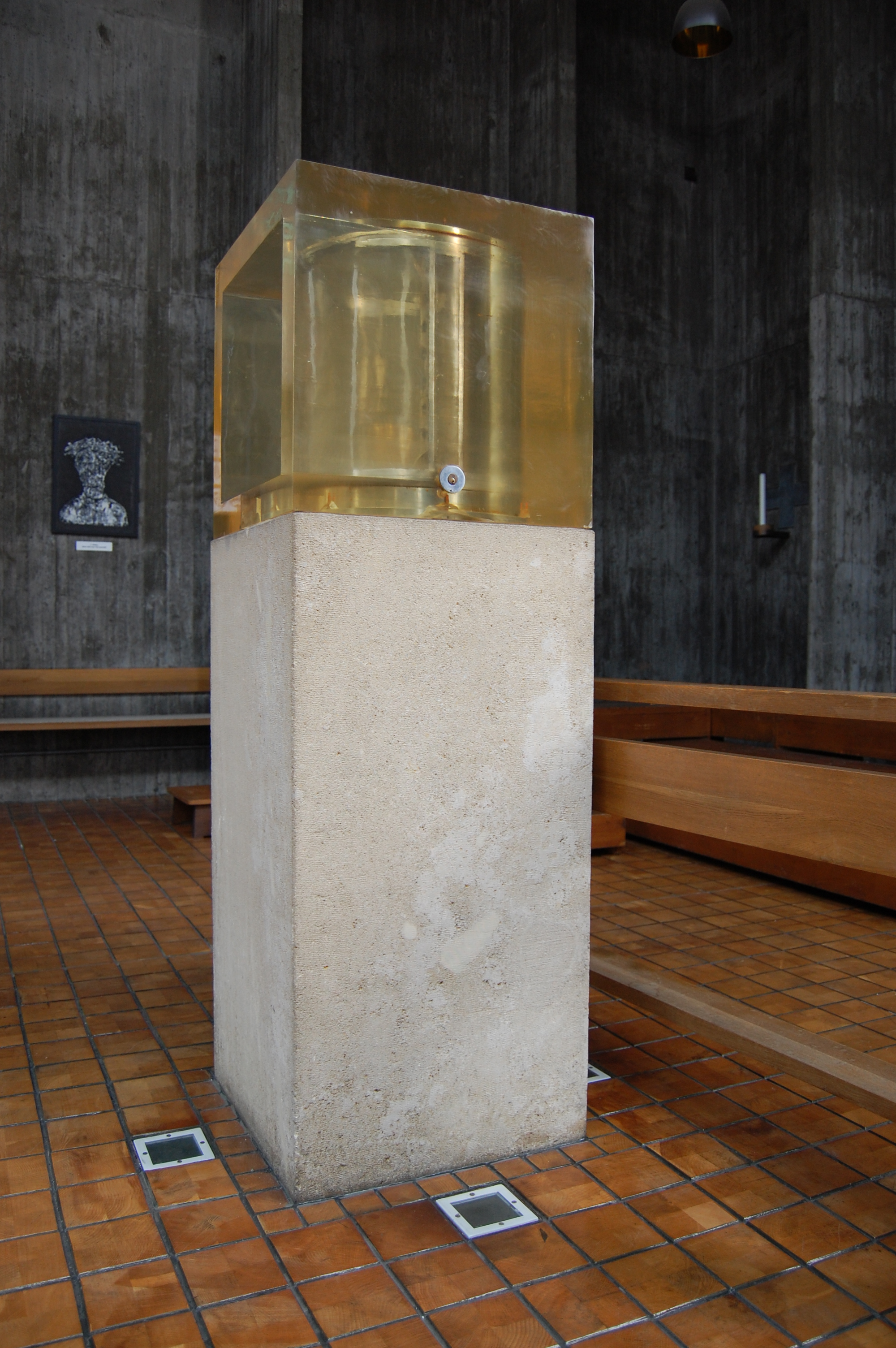
Der Tabernakel aus transparentem Polyester
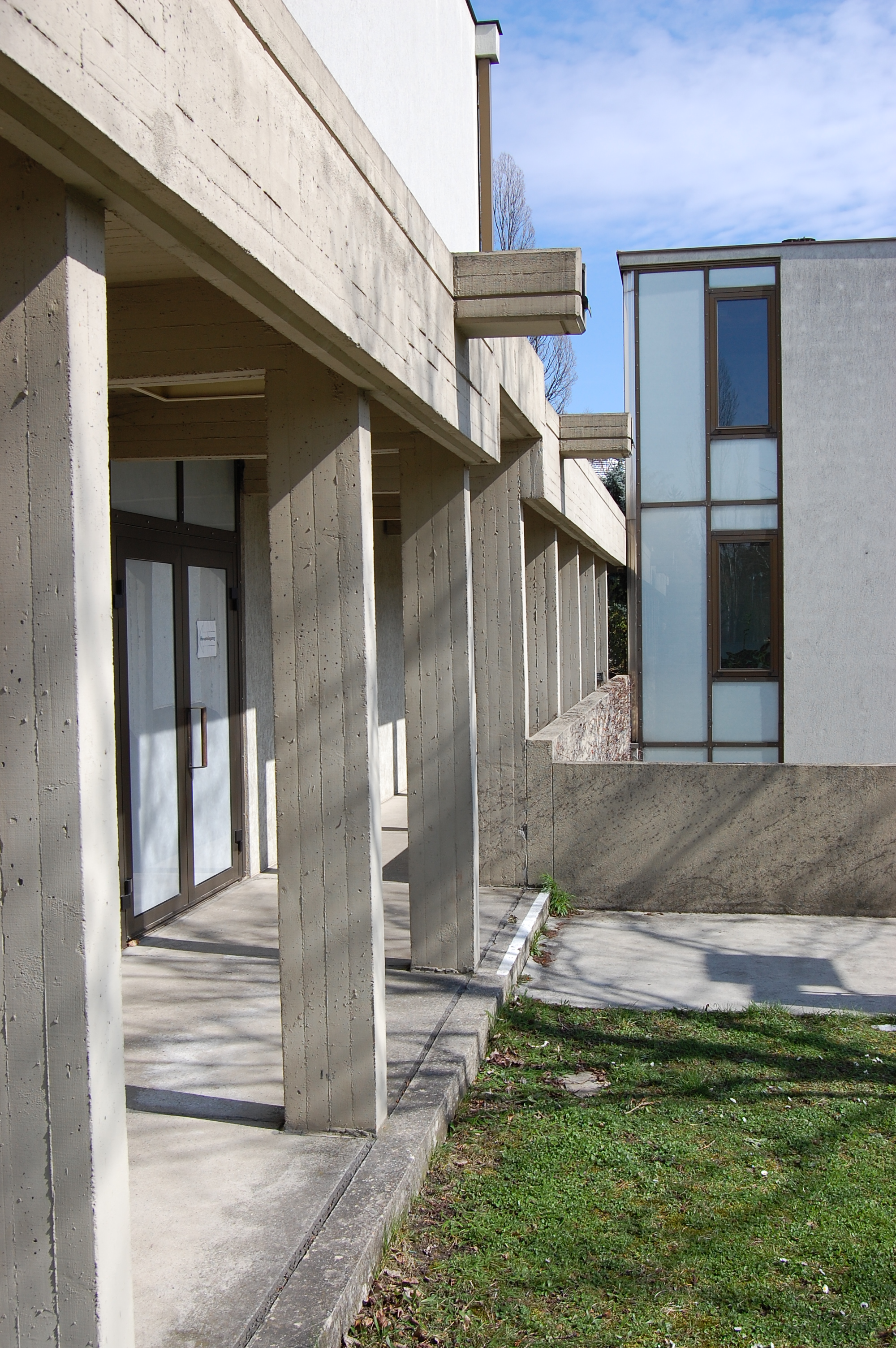
Ein offener Gang führt um die Kirche
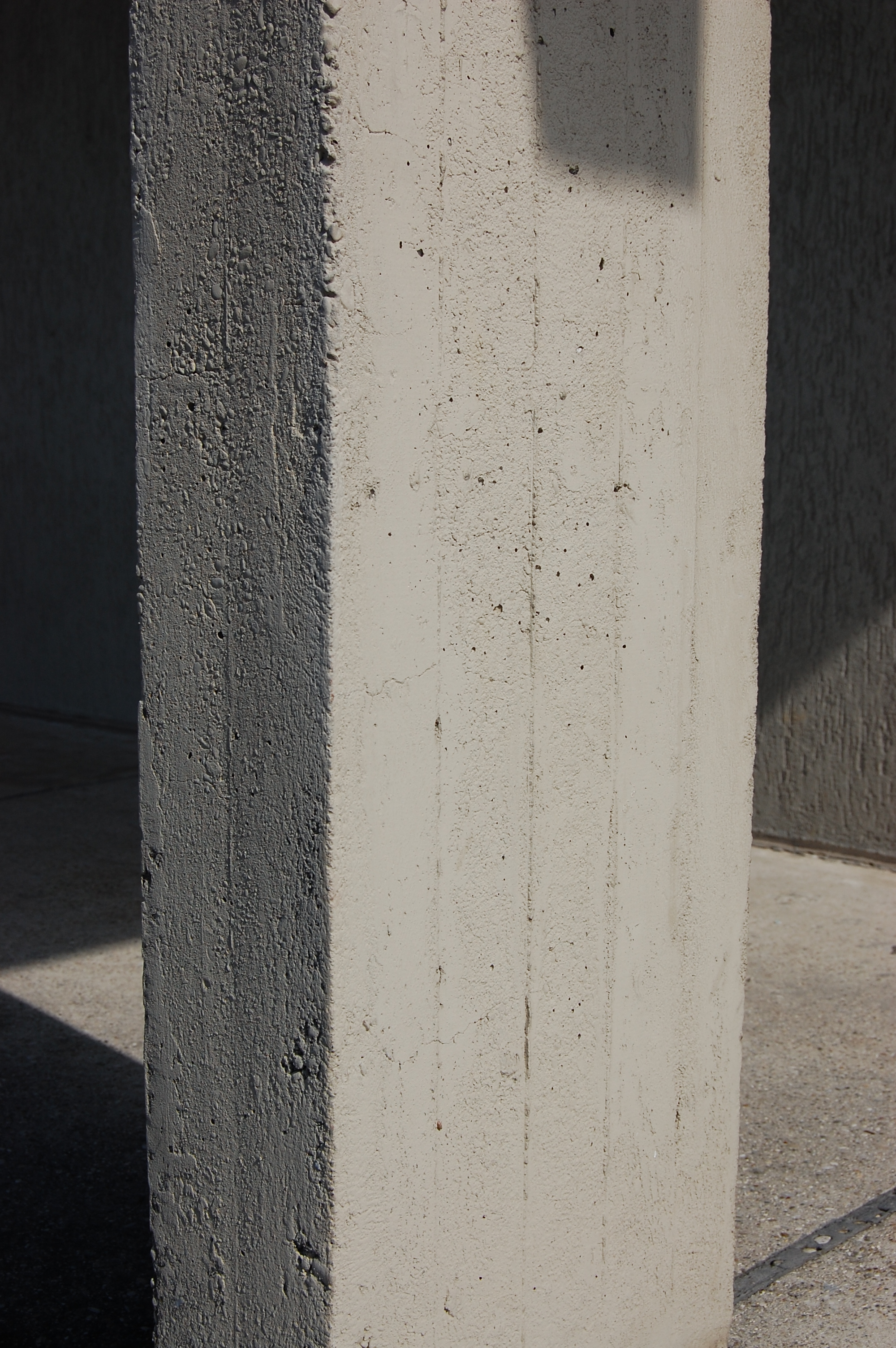
An den Pfeilern sind die Abdrücke der Schalbretter deutlich zu erkennen
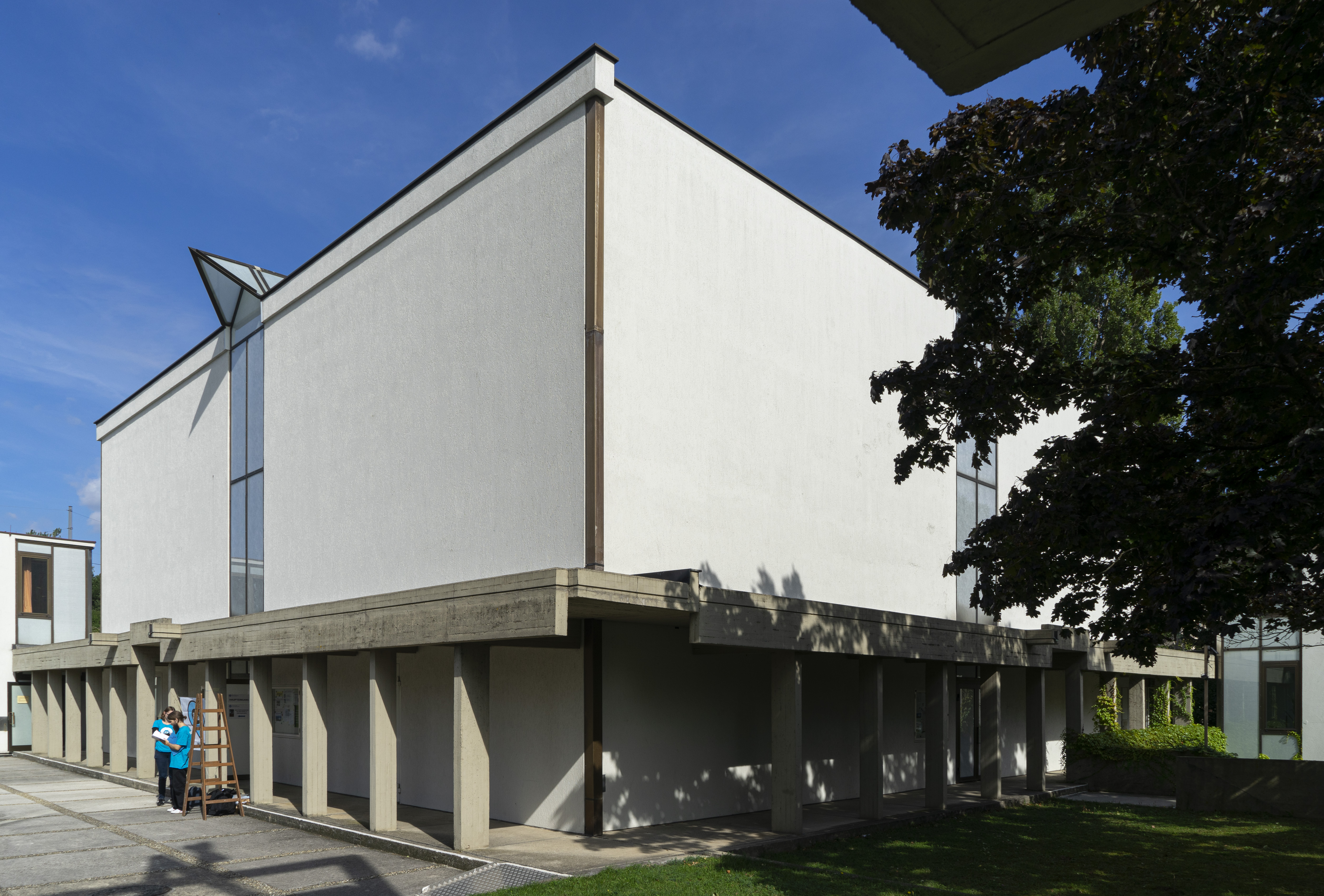
Der obere Teil wurde mit einem Vollwärmeschutz verkleidet.